# Kikko Terrace
Kikko Terrace är en platå i Östantarktis. Norge gör anspråk på området.